# H1N1
H1N1 — серотип вируса гриппа А (наиболее распространённый тип гриппа, который вызывает наиболее масштабные эпидемии), может вызвать заболевание как у людей, так и у многих животных. Выделен и идентифицирован в 1931 году американским учёным Ричардом Шоупом.
Данный серотип был причиной пандемий 1918 («испанский грипп»), 1977 («русский грипп») и 2009 («свиной грипп») годов.
Штамм пандемичного H1N1 2009 (англ. Pandemic (H1N1) 09 Virus) в 2009 году стал известен в СМИ под названием «свиной грипп».
11 июня 2009 года Всемирная организация здравоохранения (ВОЗ) официально сообщила о начавшейся пандемии гриппа A(H1N1/09) — пандемии гриппа H1N1 в 2009 году (объявила шестую фазу пандемии).

## Об опасности вируса
У подавляющего большинства людей во всем мире болезнь протекает в виде гриппоподобного заболевания без осложнений при полном выздоровлении через неделю даже без медикаментозного лечения. Тем не менее, тяжёлая форма течения болезни характеризуется быстро прогрессирующей первичной вирусной пневмонией, которая, в отличие от бактериальной пневмонии, не чувствительна к антибиотикам и при отсутствии правильного лечения способна привести к летальному исходу в течение 24 часов после появления первых признаков осложнения.

## Группы риска
Самый высокий риск развития тяжёлой формы болезни угрожает трём группам пациентов: беременным женщинам (особенно во время третьего триместра беременности), детям в возрасте до двух лет и людям с хроническими болезнями лёгких, в том числе с астмой. Риск развития тяжёлой болезни у детей могут повысить неврологические расстройства.
Несмотря на плохое понимание на сегодняшний день точной роли ожирения, оно в значительной мере присутствует в тяжёлых и смертельных случаях заболевания. Особенно это касается патологического ожирения. Ожирение не считалось фактором риска ни во время прошлых эпидемий, ни во время сезонного гриппа.

## Симптомы обычного течения заболевания
Симптомы гриппа А(H1N1) в большинстве случаев сходны с симптомами сезонного гриппа и включают в себя лихорадку (повышение температуры), кашель, боль в горле, насморк, миалгию (боль в мышцах), тахикардию, головную боль, озноб и слабость. В отдельных случаях симптомы также включают тошноту, рвоту или диарею.
Температура чаще всего выше, чем при ОРВИ и других простудных заболеваниях, не вызванных вирусом гриппа.
В редких случаях у больных гриппом А (H1N1) наблюдаются симптомы респираторного заболевания без повышения температуры.

## Опасные симптомы
Пациенту следует немедленно обратиться за медицинской помощью, если на фоне заболевания гриппом или ОРВИ у него появляется одышка или затрудненное дыхание, посинение губ, упорная тошнота или рвота, признаки обезвоживания, судороги, спутанность сознания, а также если температура очень высока и не снижается при приеме жаропонижающих средств, либо остаётся повышенной дольше 4-5 дней.
Родители заболевших гриппом детей также должны немедленно обратиться за медицинской помощью, если у ребёнка на фоне заболевания появляются следующие симптомы:
- учащенное или затрудненное дыхание
- посинение или бледность кожных покровов
- отказ от питья
- затрудненное мочеиспускание (либо отсутствие позывов в течение длительного времени)
- отсутствие слез при плаче
- упорная, непроходящая тошнота или рвота
- крайняя вялость и сонливость, похожие на обморочное состояние
- крайняя степень возбуждения, ребёнка невозможно успокоить
- боль или давление в груди, брюшной полости
- внезапное головокружение, обморок
- спутанность сознания, дезориентация
- после наступившего улучшения вновь наступает ухудшение с повышением температуры и усилением кашля

## Лечение при обычном течении
При обычной форме течения заболевания госпитализация не требуется. Полное выздоровление наступает в течение недели. Не рекомендуется давать детям в качестве жаропонижающего препараты, содержащие ацетилсалициловую кислоту, из-за риска развития синдрома Рея. Предпочтительнее препараты, содержащие парацетамол и ибупрофен, а также нестероидные противовоспалительные препараты.
В остальном профилактика и лечебные меры не отличаются от таковых при сезонной эпидемии гриппа.

## Клиническая картина и лечение тяжёлых случаев А (H1N1)
Клиническая картина заболевания, вызванного пандемическим вирусом H1N1, в тяжёлых случаях сильно отличается от клинической картины, наблюдаемой во время эпидемий сезонного гриппа.
В тяжёлых случаях заболевания ухудшение состояния пациентов происходит обычно через 3—5 дней после появления симптомов заболевания. Ухудшение состояния идёт быстрыми темпами — у многих пациентов в течение 24 часов развивается дыхательная недостаточность, требующая их немедленного помещения в палату интенсивной терапии. Большинству госпитализированных пациентов требуется немедленная респираторная поддержка с механической вентиляцией. Однако некоторые пациенты не реагируют надлежащим образом на стандартные методы вспомогательной вентиляции лёгких, что затрудняет дальнейшее лечение.
Ранее (в 2009 году) считалось, что быстро начатое лечение антивирусными препаратами — ингибиторами нейраминидазы осельтамивиром и занамивиром снижает тяжесть течения болезни и повышает шансы на выживание. Обобщение исследований, проведённое Кокрановским Сотрудничеством в 2014 году, не подтвердило эффективность заявленного производителями клинического действия этих препаратов, причём эти лекарства имеют опасные побочные эффекты (при этом занамивир менее токсичен из-за его меньшей биодоступности).
В дополнение к вирусной пневмонии, вызванной напрямую вирусом H1N1, течение заболевания может осложняться также присоединением бактериальной пневмонии, что вызывает быстро прогрессирующее ухудшение состояния пациента. Бактериальная пневмония чаще всего вызывается Streptococcus pneumoniae и Staphylococcus aureus, включая также метициллин-устойчивые штаммы. Поэтому врачам рекомендуется назначать раннюю антибактериальную терапию для лечения внебольничной пневмонии.

## Мексиканский свиной грипп, возникновение и распространение
Вспышка впервые была зарегистрирована в Федеральном округе Мехико, где началось наблюдение за большим всплеском случаев гриппоподобных заболеваний, начавшихся 18 марта. Мексиканскими властями всплеск объяснялся «позднесезонным гриппом» до 21 апреля, когда Центры по контролю и профилактике заболеваний США встревожились из-за двух независимых друг от друга случаев новых заболеваний свиным гриппом, о которых сообщили в СМИ.
В марте и апреле 2009 года было зарегистрировано более 1000 случаев подозрений на свиной грипп в Мексике и юго-западных штатах США. Штамм был необыкновенно заразным в Мексике, вызвав 81 подтверждённый случай смерти, в основном в Мехико, но также были сообщения о таких случаях в штатах Сан-Луис-Потоси, Идальго, Керетаро, Мехико, все в центральной Мексике. Некоторые случаи в Мексике и США были подтверждены Всемирной организацией здравоохранения как ранее неизвестные штаммы H1N1.
27 апреля 2009 года Всемирная Организация Здравоохранения повысила степень опасности до 4-го уровня, и уже 30 апреля на экстренном заседании уровень был повышен до 5-го из-за того, что впервые была зарегистрирована смерть человека от свиного гриппа за пределами Мексики, а именно в США.
11 июня ВОЗ объявила о введении шестого, максимального уровня угрозы пандемии в связи со стремительным распространением заболевания по всему миру.
22 мая свиной грипп пришёл в Россию. 24 мая второй случай А(H1N1) был выявлен у жителя Калужской области. 29 мая третий случай А(H1N1) выявлен у уроженки Беларуси, прилетевшей в Москву с деловыми целями из Праги, а до этого бывшей в Нью-Йорке. Власти РФ создали правительственную комиссию по предотвращению проникновения вируса в страну и запретили поставки свинины из Мексики и ряда штатов США, однако в сентябре 2009 года появились неподтверждённые сведения уже о 29 заболевших вирусом на территории РФ.
К августу 2009 случаи свиного гриппа были подтверждены в 168 странах. К этому моменту ВОЗ сообщила, что подсчёт отдельных случаев заболевания прекращен из-за невозможности отследить все случаи заражения. По данным от 31 июля 2009 по всему миру лабораторно были подтверждены 162380 случаев заболевания свиным гриппом, из них 1154 — с летальным исходом.
По данным ВОЗ от 17 октября 2009 в мире зарегистрировано более 414 000 лабораторно подтвержденных случаев, из них около 5000 смертельных. Но, поскольку во многих странах подсчёт заболевших прекращен из-за невозможности провести полноценный мониторинг всех случаев заражения, цифра подтвержденных случаев заболевания значительно ниже реальной.
В России по состоянию на 2 ноября 2009 г. подтверждено лабораторно 3122 случая гриппа (H1N1) 2009. Зарегистрировано 19 случаев с летальным исходом, в том числе 14 подтверждены лабораторно.

## Дополнительная информация
- Меры предосторожности, рекомендовано:
  - носить маску или респиратор, или как минимум прикрывать рот и нос платком при кашле и чихании (для уже заражённых)
  - не приближаться к человеку с симптомами простудного заболевания ближе, чем на 1-2 м.
  - часто мыть руки с мылом или протирать салфетками, пропитанными спиртовым раствором
  - не касаться слизистых: носа, глаз, рта — особенно в общественных местах
  - оставаться дома и избегать контактов с людьми при появлении первых симптомов гриппа.
- Заболевший заразен для окружающих не только с момента появления симптомов гриппа, но и в течение инкубационного периода, который обычно составляет 1-2 дня, до 7 дней с момента начала заболевания. По некоторым данным заболевшие дети дольше остаются заразными, чем взрослые.
- Исследования показали, что вирус гриппа сохраняется на твёрдых поверхностях в течение 2—8 часов, и погибает при:
  - повышении температуры до 75—100 °C
  - воздействии химических бактерицидных средств
  - воздействии антисептических средств
  - воздействии поверхностно-активных веществ (например, мыла)
  - воздействии спиртового раствора[18]

### Карты
- Live map of swineflu,
- H1N1 live map
- H1N1 онлайн карта заболеваемости в России
- 2009 H1N1 Flu Outbreak Map